# Moto Hagio

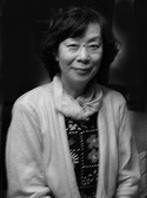
Porträt 2008

Moto Hagio (jap. 萩尾 望都, Hagio Moto; * 12. Mai 1949 in der Präfektur Fukuoka, Japan) ist eine japanische Manga-Zeichnerin. Sie gilt als eine der ersten Frauen, die Themen wie Homosexualität (shōnen ai) und Science-Fiction in ihren Manga für Mädchen (shōjo) angesprochen haben. Für diese Tätigkeiten wird sie unter anderem neben Riyoko Ikeda und Keiko Takemiya zur Gruppe der 24er gezählt. Die Hauptfiguren ihrer Comics sind fast immer Jungen.

## Karriere
Hagio zeigte schon in sehr jungem Alter künstlerisches Können und beschloss an der Oberschule, als sie Osamu Tezukas Manga Shinsengumi las, den Berufsweg einer Manga-Zeichnerin einzuschlagen. Ihre Karriere begann 1969 durch ihre erste Veröffentlichung, die Kurzgeschichte Ruru to Mimi, die im japanischen Mädchen-Magazin Nakayoshi erschien. Von diesem Manga-Magazin wandte sie sich aber bereits nach kurzer Zeit ab, weil sie dort nicht die Themen anschneiden durfte, die sie später berühmt machen sollten.
Für Magazine wie COM und Garo zeichnete sie Anfang der 1970er mehrere Kurzgeschichten, darunter den ersten Shōnen-Ai-Manga, 11-gatsu no Gymnasium. Durch ihre Freundin und Mitbewohnerin Keiko Takemiya (Kaze to Ki no Uta) kam sie 1972 zum Shogakukan-Verlag und veröffentlichte dort ihren ersten längeren Manga, der gleichzeitig ihr erster großer Erfolg wurde – Poe no Ichizoku. In diesem Werk erzählte sie von einer Familie von Vampiren, sie beendete die über 500 Seiten lange Geschichte 1976. Mit Manga wie Thomas no Shinzō, einem weiteren Shōnen-Ai-Manga, 11-nin Iru! und Marginal, zwei Science-Fiction-Manga, wurde sie in den 1970ern und 1980ern sowohl unter Lesern als auch unter Kritikern sehr beliebt. Ab 1992 erschien ihr Zankoku na Kami ga Shihai suru, ein Epos in 17 Bänden. An Barbara Ikai arbeitete sie von 2002 bis 2005. Seit 2006 erscheint die Reihe Koko dewanai Doko ka (auch Anywhere But Here) und zwischen 2008 und 2010 zusätzlich Leo-kun.

## Auszeichnungen
Hagio erhielt mehrere Preise für ihr Schaffen: unter anderem den Shōgakukan-Manga-Preis für 11-nin Iru! und Poe no Ichizoku, den ersten Osamu-Tezuka-Kulturpreis für Zankoku na Kami ga Shihai suru und dreimal den Seiun-Preis für herausragende Science-Fiction-Manga. 2016 wurde sie mit einem Asahi-Preis ausgezeichnet.
2012 erhielt sie als erste weibliche Mangaka die japanische Ehrenmedaille am Violetten Band, die an herausragende Künstler verliehen wird.

## Werke (Auswahl)
- Ruru to Mimi (ルルとミミ), 1969
- Seirei-Reihe, 1971–1974
  - Seireigari (精霊狩り)
  - Door no Naka no Watashi no Musuko (ドアの中の私の息子, Doa ~)
  - Minna de Ocha o (みんなでお茶を)
- 11-gatsu no Gymnasium (11月のギムナジウム, 11-gatsu no Gimunajiumu), 1971
- Poe no Ichizoku (ポーの一族, Pō no Ichizoku), 1972–1976
- Tottemo Shiwase Moto-chan (とってもしあわせモトちゃん), 1972–1976
- Thomas no Shinzō (トーマの心臓, Tōma no Shinzō), 1973–1975
- 11-nin Iru! (11人いる!), 1975–1976
- Alois (アロイス, Aroisu), 1975
- Hyakuoku no Hiru to Sen’oku no Yoru (百億の昼と千億の夜), 1977–1978
- Star Red (スター・レッド, Sutā Reddo), 1978–1979
- Mesh (メッシュ, Messhu), 1980–1984
- Hōmonsha (訪問者), 1980
- A-A’ / 4/4 Quatre-Quarts (4/4カトルカース, 4/4 Karoru Kāsu) / X+Y, 1981–1984
- Hanshin (半神), 1984
- Marginal (マージナル, Mājinaru), 1985–1987
- Flower Festival (フラワーフェスティバル, Furawā Fesutibaru), 1988–1989
- Aoi Tori (青い鳥), 1989
- Umi no Aria (海のアリア), 1989–1991
- Roma e no Michi (ローマへの道), 1990
- Abunai Oke no Ie (あぶない丘の家), 1992–1994
- Zankoku na Kami ga Shihai suru (残酷な神が支配する), 1992–2001
- Barbara Ikai (バルバラ異界, Barubara Ikai), 2002–2005
- Koko dewanai Doko ka (ここではない★どこか), 2006–
- Leo-kun (レオくん, Reo-kun), 2008–2010